# 李孝淳
李孝淳（韓語：리효순，？—？），北韓政治人物，游擊隊派兼甲山派人。他於1948年北韓立國後加入政府及朝鮮勞動黨。此後，他先後被委任為黨常任政治局員、黨書記和黨中央委員會副委員長等要職，並負責對南工作。1967年，時任最高領導人金日成的唯一思想體系被確定，勢力進一步壮大，李孝淳因而失勢並被肅清，後下落不明。